# 克勒什泰泰特伦
克勒什泰泰特伦，是匈牙利佩斯州所辖的一个村。总面积32.65平方公里，总人口842，人口密度25.8人/平方公里（2011年1月1日）。